# Secretario de Prensa de la Casa Blanca
El secretario de Prensa de la Casa Blanca (en inglés: White House Press Secretary) es un alto funcionario del gobierno de los Estados Unidos cuya responsabilidad es la de actuar como portavoz de la administración ante los medios de comunicación de cualquier índole (nacional o internacional; público o privado; virtual o escrito, etc.). Generalmente esta persona ofrece conferencias de prensa a diario.
Dicho funcionario se encarga de recopilar información sobre las acciones y acontecimientos dados dentro de la administración del presidente de Estados Unidos, y la difusión de los comunicados oficiales del gobierno, respecto de su posición ante diferentes hechos que puedan ocurrir en el mundo.

## Historia

### Antes del establecimiento
Durante los primeros años de los Estados Unidos no había un miembro del personal de la Casa Blanca encargado de la relación entre el presidente y el creciente número de periodistas de los medios de comunicación. Es por eso que poco después de la administración de Abraham Lincoln el Congreso estadounidense asignó formalmente fondos para un pequeño grupo de personas (encabezado solo por un representante) para que ejerciera de manera más práctica dicha función y que al principio consistía simplemente en una Secretaría. Durante la presidencia de Ulysses S. Grant dicho grupo se vio complementado y entre los años 1869 y 1877 el presupuesto de la secretaría de prensa se aumentó a 13 800 dólares y su personal a seis personas complementado con personal del Departamento de Guerra. Cincuenta años después, bajo la administración de Calvin Coolidge, el personal aumentó a pocos menos de cincuenta personas con un presupuesto de 100 000 dólares.
A medida que pasaba el tiempo, el Presidente de turno se mostraba cada vez más presto a apoyar al grupo de personas encargadas de transmitir sus comunicados, tanto así, que algunos denotaron una tendencia propia en cuanto a escoger a las personas que conformarían dicho equipo, ya que por lo general, preferían a confidentes con vasta experiencia en el periodismo; tal es el caso del Presidente Lincoln, quien escogió a John G. Nicolay, un editor y propietario de un periódico en Illinois.
El personal reducido de la Casa Blanca en aquel entonces significó que Nicolay interactuó poco con la prensa —a diferencia de hoy en día—, así las cosas, el trabajo sería equitativo entre los demás miembros de la secretaría. Andrew Johnson fue el primer Presidente en conceder una solicitud formal de entrevista con un periodista, y lo hizo contando con la presencia del coronel Alexander K. McClure de Pensilvania. Cabe señalar que, si bien varios Presidentes y reporteros habían intercambiado diálogos con la prensa antes de la gestión de Johnson, estos se habían desarrollado con menos formalidad.

### Administraciones Cleveland y McKinley
Antes de la década de 1880, la relación entre la administración del Presidente Grover Cleveland y el pequeño pero creciente número de periódicos que le cubrían, era tal que había poca necesidad de un plan formal o de un vocero que se encargara específicamente de esa gestión. No obstante, ello no sugería falencias entre ambas partes, como hoy en día. De hecho, antes de la creación de la Oficina de Imprenta del Gobierno de EE.UU. (GPO), alguno periódicos se adjudicaron contratos para imprimir de manera exclusiva las publicaciones del gobierno; a cambio, muchas veces estos demostraban apoyo al Presidente. Por ejemplo, el diario Gazette of the United States logró uno de los primeros convenios con el Departamento del Tesoro de los Estados Unidos y su impronta fue claramente partidaria del, por entonces, presidente Washington En general, aunque la cobertura al Presidente tendiera a ser tediosa y obstinada, los periódicos eran, en ocasiones, considerados extensiones del Partido de gobierno, no obstante no eran vistas como entidades que requerían una gestión específica y sostenida por parte de la Casa Blanca.
Los medios de comunicación cambiaron significativamente para 1884, con la elección de Grover Cleveland como vigésimo segundo Presidente de ese país. Desde la Declaración de Independencia de Estados Unidos en 1776 hasta la asunción a la Presidencia del país por parte de Cleveland, dicho país cuadruplicó su extensión territorial y aumentó el total de su población de 2,5 millones a 56 000 000 millones de habitantes. En ese sentido, el número de publicaciones en circulación activa se había elevado de 37 a más de 1200 diarios, además de las muchas revistas de expedición mensual. El rápido crecimiento del periodismo como industria en pleno auge derivó en un aumento en el número de reporteros que cubrían las historias sobre el mandatario.
Cuando Grover Cleveland contrajo matrimonio en 1886 con Frances Folsom de 21 años de edad, los medios de comunicación cubrieron «de manera agresiva», la luna de miel en Deer Park, Maryland, al punto que le fue imposible a la pareja deshacerse de los corresponsales que los siguieron en su viaje. El Presidente había confiado en su Secretario Privado Daniel Lamont —quien antes había sido el editor del Albany Argus—, el control de la prensa. Esto generó un debate público sobre la libertad de prensa en el contexto de la vida íntima de las figuras públicas y sus familiares. Una editorial, el New York World, defendió el derecho de la prensa a cubrir el Presidente en todo momento:

La idea de ofender la sensibilidad de soltero del presidente Cleveland o la reserva de su virginal novia ha estado lejos de ser el pensamiento de nadie ... Hay que insistir en que el Presidente es un bien público, que es perfectamente legítimo enviar corresponsales y reporteros a seguirlo cuando se va de viaje, y para vigilarlo a él y a su familia.

El debate sobre la cobertura de la luna de miel de Grover Cleveland no es muy diferente de los desacuerdos entre la primera familia y la prensa en la última década. Incluso antes de que fuera Presidente, el entonces Senador Barack Obama se irritó con la prensa por la cobertura mediática de las actividades de Halloween en las que él y sus hijas participaron.

### Cuerpo de prensa de la Casa Blanca
Para el final de la gestión de Cleveland, una nueva característica en la cobertura de prensa de la Casa Blanca apareció. William Price, un reportero sureño, aplicó para un puesto de trabajo en el The Washington Star y prometió a la publicación acceder a la Casa Blanca para buscar historias. Entrevistó a invitados que iban y venían de reuniones y eventos con el Presidente, y finalmente publicó una historia bajo el titular At the White House. Otros diarios respondieron enviando a sus propios corresponsales para cubrir de manera diaria y sustancial los sucesos en la casa de gobierno. Pronto en la sede de gobierno comenzaron a agolparse periodistas de tiempo completo dedicados a reportar el «ritmo de la Casa Blanca». Algunos señalan este hecho como el origen temprano de un cuerpo de prensa más formal de la Casa Blanca.
Cuando el Presidente Cleveland fue elegido para un segundo mandanto no consecutivo en 1893, George B. Cortelyou, resultó nombrado taquígrafo confidencial de la Casa Blanca; posteriormente este se desempeñó como Secretario Ejecutivo (cargo que ostentó formalmente tiempo después) y Secretario de Prensa. Cortelyou era muy respetado por la prensa ya que además fue el biógrafo del sucesor de Cleveland, el Republicano William McKinley. Poco después de la transición a la Predencia de McKinley, este mantuvo durante un tiempo a Cortelyou en su cargo, pero después lo designó como su Secretario Particular. Según McKinley, su Cortelyou mantuvo una buena relación con los corresponsales que cubrían la Casa Blanca, ya que dichos periodistas, confiaban en él para obtener información sobre la gestión del gobierno, además que empleó modernas prácticas de los Secretarios del siglo XXI, entre esas, la de entregar copias anticipadas a los medios, de comunicados del Presidente, próximos a ser leídos por este, y de distribuir noticias exhaustivas del jefe de gobierno al personal de prensa interno.
Para la época en que Cortelyou ejerció en la Casa Blanca, el cuerpo de prensa de la Casa Blanca era conformado por 18 personas.

### Casa Blanca "Beat"
La Casa Blanca "Beat" es un concepto que surgió durante el gobierno de Cleveland, por el periodista William Price. La utilización de dicho término se extendió durante la Presidencia de McKinley. Alrededor de la época del estallido de la Guerra Española-Americana en 1898, los periodistas que cubrían la Casa Blanca fueron invitados a la mansión para disponer de un espacio (de huéspedes) para escribir, realizar entrevistas, entre otras actividades, al interior del complejo.

Así las cosas, el reporte de noticias se originaba desde el interior de la Sede de gobierno, desde donde fue más factible confirmar información fraccionada de las secretarías del Presidente. No obstante, los periodistas que se encontraban al interior de la Casa Blanca, debían respetar una serie de condiciones, entre las cuales se encuentra abstenerse de consultar al Presidente sobre cualquier cosa, cuando este fuere visto caminando a través de su área de trabajo.
La presencia del cuerpo de prensa de la Casa Blanca, fue un método consolidado por las subsiguientes administraciones, entre esas, la de Theodore Roosevelt, quien pidió que los encargados del control de dicho cuerpo, ampliaran el rango de acción de este, tanto así, que en el año 1900 se ordenó construir un edificio de oficinas ejecutivo, que se dedicara solo al desarrollo de cuestiones relacionadas estrictamente con la prensa. Dicho edificio aún existe, y está ubicado en el ala oeste del complejo, actualmente es la sede de la oficina del Secretario de Prensa. En 2007, bajo la administración de George Bush, el complejo fue remodelado. James S. Brady, es el nombre del salón en el cual se llevan a cabo las conferencias de prensa.

### Administración Woodrow Wilson
Cuando Woodrow Wilson fue elegido Gobernador de Nueva Jersey, en 1910, le pidió a Joseph P. Tumulty que sirviera como su Secretario Privado. Dos años más tarde, Wilson resulta Presidente de Estados Unidos, y decide llevarse consigo a la Casa Blanca, a Tumulty para que ejerciera en el mismo cargo.
Como Secretario Privado, Tumulty trató ampliamente con la prensa, a pesar de que el Presidente sostenía cierta animadversión con los periódicos. Al inicio de la administración, Tumulty convencido por Wilson, resuelve establecer un horario específico, por medio del cual se llevarían a cabo las conferencias de prensa (dicho horario consideraba dos ocasiones por semana). Durante una conferencia de prensa que se llevó a cabo en la oficina del Presidente, este a menudo les insistió en que no publicaran lo que el dijera en lugares como ese, e incluso les amenazó con cancelar dichos encuentros tras enterarse de que uno de los periodistas había difundido comentarios que dio en referencia a México.
 
Finalmente, por cuestiones relacionadas con el fracaso de un encuentro no necesariamente para periodistas, Wilson resolvió cancelar las conferencias de prensa que daba por semana, así las cosas, durante la reelección de este en su cargo, sus encuentros con la prensa fueron esporádicos. No obstante, Tumulty continuó dando informes diarios a la prensa por las mañanas en la Casa Blanca; un total de treinta periodistas asistían. Posteriormente, Tumulty resolvió elaborar una especie de documento, cuyas actualizaciones serían entregadas a los medios periódicamente; dicho informe se conoce como el Informe de prensa de la Casa Blanca. De igual forma, Tumulty trabajó en el esclarecimiento de las condiciones en las cuales, se darían sus encuentros con la prensa.

### Administraciones Coolidge y Hoover
A pesar de ser conocido como una persona discreta, muchos periodistas que cubrían la Casa Blanca, definieron al Presidente Calvin Coollidge como una persona bastante accesible teniendo en cuenta su cargo (el cual asumió en 1923, tras la muerte de su predecesor Warren G. harding). Durante sus más de cinco años en la Presidencia, Coollidge realizó aproximadamente 520 conferencias de prensa (es decir, en promedio ocho por mes). El término "Portavoz de la Casa Blanca" fue ampliamene utilizado durante dicho gobierno, en ese sentido, el Presidente ordenó que las citas y declaraciones del gobierno que fueran difundidas por los medios, le fueron atribuidas a dicho portavoz y no directamente a él.
Para algunas personas, esa práctica denotó un uso moderno del servicio,  en el contexto de la vocería oficial. Ese método fue ampliamente empleado por Henry Kissinger durante la administración del Presidente Richard Nixon.
Cuando Herbert Hoover asumió la Presidencia en 1929, trajo a su antiguo ayudante George Washington Akerson para con él como su secretario privado. Akerson no tenía el título formal de "Secretario de prensa", pero fue la persona designada para hablar en nombre del Presidente Hoover. Hoover pidió a la Asociación de Corresponsales, formar un comité para discutir asuntos relacionados con la cobertura por parte de los medios, a la Casa Blanca, en ese sentido, para establecer —de paso— una especie de régimen para el desarrollo de las conferencias de prensa. Dicha propuesta, consideraba dividir las noticias del Gobierno en tres categorías:
- Anuncios directamente atribuibles al Presidente de los Estados Unidos.
- Las declaraciones atribuibles a fuentes oficiales, pero no al propio Presidente.
- Información básica para el conocimiento del periodista, pero no específicamente atribuibles al Presidente ni a la Casa Blanca.

A lo cual, la Asociación de Corresponsales se mostró de acuerdo, y —es así— como se formalizó el cargo de Secretario de Prensa de la Casa Blanca, no obstante, a Akerson no se le denominó así.
George Akerson continuó la tradición de reunirse a diario con la prensa, y aunque solían ser de temperamento jovial, no era conocido por la precisión en sus afirmaciones, lo cual, fue el sello distintivo de algunos de sus predecesores, como Cortelyou. En una ocasión, él dice —de manera errada— que Harlan Stone había asumido la Presidencia de la Corte Suprema de Justicia aun cuando —durante las elecciones a tal cargo— el candidato debió ser Charles Evans Hughes.
Akerson —uno de los tres secretarios de la Presidencia— también tuvo problemas a veces con su participación en un equipo de prensa para la Casa Blanca, ya que en alguna ocasión se especuló respecto de la calidad del trabajo que realizaría Akerson a los medios de comunicación, debido a que el Presidente tenía un trato muy cercano con su otra secretaria, Lawrence Richey y un exdective y agente del Servicio Secreto, lo que en cierta forma, habría de reducir la información que él consideraba que se podía publicar.
Durante la Gran Depresión, Richey y Akerson se vieron enfrentados respecto de la estrategia que emplearía el gobierno para hacer frente a la situación. Akerson promovía la idea del uso de la radio por parte del Presidente Hoover, en tanto que Richey se mostró en desacuerdo argumentando que ese medio no era digno de la Presidencia. Finalmente, Akerson renuncia a su cargo, y Theodore Joslin —un experiodista— fue nombrado como su reemplazo.

### El "primer Secretario de Prensa"
Durante el gobierno de Franklin D. Roosevelt, el experiodista Stephen Early se convirtió en el primer Secretario de la Casa Blanca, encargándose sólo de lo referente a la relación del Gobierno con los medios de comunicación. La forma en que desarrolló su relación con los medios de comunicación y cada vez más alto perfil de la naturaleza del trabajo, han llevado a muchos a afirmar que fue el primer Secretario de Prensa de la Casa Blanca, tanto en la función y en el título formal (a diferencia de Akerson, ya que este no ostentó el título de manera formal).
Antes de trabajar directamente para el Gobierno, Early se desempeñó en cuestiones de prensa en el contexto militar, y como reportero de la Associated Press (Asociación de Prensa). De igual forma, contribuyó a diferentes campañas presidenciales durante los años de las décadas de 1920 y 1930.